# Claudio De Tassis
Claudio De Tassis (a volte indicato come Claudio De Tasis o Detassis; Trento, 29 dicembre 1946) è un ex sciatore alpino italiano.

## Biografia
Sciatore polivalente con maggior propensione alle prove tecniche originario di Madonna di Campiglio, fece parte della nazionale italiana dal 1964 al 1969; debuttò in campo internazionale in occasione dell'Internationalen Adelbodner Skitage 1965 (Adelboden, 3-4 gennaio), classificandosi 8º e 10º nei due slalom giganti disputati, e ai Mondiali di Portillo 1966 non completò lo slalom gigante, l'unica gara iridata nella quale prese il via in carriera.
In Coppa del Mondo esordì il 9 gennaio 1967 ad Adelboden in slalom gigante (22º), terza gara della stagione inaugurale del circuito, ottenne i primi punti il 12 gennaio 1969 a Wengen in slalom speciale (6º), conquistò il miglior risultato il 15 marzo dello stesso anno a Mont-Sainte-Anne in slalom gigante (5º), l'ultimo piazzamento il 21 marzo seguente a Waterville Valley nella stessa specialità (8º) e prese per l'ultima volta il via il giorno dopo nella medesima località in slalom speciale, senza completare la gara. Disputò le sue ultime gare internazionali in occasione della Coppa dei Paesi alpini di quell'anno (Val-d'Isère, 27-29 marzo), classificandosi 8º nello slalom gigante, 9º nello slalom speciale e 7º nella combinata, e si ritirò in quello stesso 1969 a causa di un infortunio; non prese parte a rassegne olimpiche.

## Palmarès

### Coppa del Mondo
- Miglior piazzamento in classifica generale: 24º nel 1969

### Campionati italiani
- 7 medaglie[8]:
  - 3 argenti (discesa libera, slalom gigante, combinata nel 1968)
  - 4 bronzi (slalom speciale, combinata nel 1966; slalom speciale nel 1968; slalom speciale nel 1969)